# Giuseppe Cellini (insorgente)
Giuseppe Cellini (Ripatransone, 18 marzo 1770 – Ripatransone, 23 novembre 1817) è stato un insorgente italiano.

## Biografia
Ex seminarista di buona famiglia, in seguito all'occupazione napoleonica tenne i contatti tra il vescovo Bacher e il generale Micheroux, e fu informatore dell'esercito napoletano. Nonostante i sospetti di doppio gioco che gli costarono l'arresto nel 1798, fu rilasciato su intercessione di Bacher e guidò l'insorgenza antifrancese sui due versanti dei Sibillini, operando anche di concerto con il brigante Sciabolone, De Donatis e Ciucci. Dopo il tradimento del generale La Hoz, condusse con questi l'insurrezione antifrancese nell'intera Marca, con importanti vittorie. Personaggio privo di scrupoli, violento e non all'altezza dei propri compagni d'arme, non esitò a tramare contro lo stesso La Hoz, subendo un nuovo arresto e processo, dal quale uscì assolto ancora una volta per interessamento del vescovo Bacher. All'avvento del Regno d'Italia, Cellini si diede latitante, mentre le proprietà di famiglia venivano confiscate (1808). Tornò nella città natale in seguito alla Restaurazione, per morirvi in ospedale di malattia.